# Вендт, Александр
Александр Вендт (р. 12 июня 1958, Майнц, Германия) — политолог и один из главных исследователей социального конструктивизма в области международных отношений.

## Биография
Александр Вендт родился в 1958 году в Майнце, Западная Германия. Учился в средней школе в городе Сент-Пол, штат Миннесота и изучал политические науки и философию в Макалестерском колледже, прежде чем получить степень доктора философии по политологии в Миннесотском университете в 1989 году. Его научным руководителем был Реймонд Дюваль. Вендт преподавал в Йельском университете с 1989 по 1997 год, в Дартмутском колледже с 1997 по 1999 год, в Чикагском университете с 1999 по 2004 год, и в настоящее время является профессором международной безопасности в Университете штата Огайо. Он женат на Дженнифер Митцен, также является членом политологического факультета Университета штата Огайо. В настоящее время он работает над двумя проектами: аргументы в пользу неизбежности мирового государства, и исследования возможных последствий квантовой механики для социальной науки.

## Социальная теория международной политики
Наиболее широко цитируемой работой Вендта на сегодняшний день является «Social Theory of International Politics» (Издательство Кембриджского университета, 1999), которая опирается и выходит за рамки его статьи «Анархия это то, что из нее делают государства» (1992). «Social Theory of International Politics» является ответом на труд Кеннета Уолтца «Теория международной политики» (1979), канонического текста неореалистской школы.

## Квантовое сознание и общественные науки
Книга Вендта «Квантовое сознание и общественные науки» (2015) рассматривает пересечение между квантовой физикой и общественными науками. Он выступает за панпсихизм и квантовое сознание с точки зрения неспециалиста. Амбициозный проект Вендта призван дать толчок исследованиям в области политической философии, мировой политики и международных отношений. Особенность выдвинутой гипотезы заключается в обосновании квантово-механической природы социальных и политических отношений, что прямо вытекает из гносеологического авторитета современных естественных наук.

### Редакторская деятельность
Вендт является соредактором журнала «Международная Теория».

## Сочинения
- Alexander Wendt. Quantum Mind and Social Science. Unifying Physical and Social Ontology. — Cambridge University Press, 2015. — 368 p. — ISBN 9781107442924.